# Aristerostrophia gracilis
Aristerostrophia gracilis (лат.) — вид вымерших морских брюхоногих моллюсков триасового периода Италии из монотипического рода Aristerostrophia. Относится к семейству Zygopleuridae, в свою очередь рассматриваемым внутри более широкой группы Loxonematoidea. 
Отложения, в которых были обнаружены ископаемые остатки представителей вида, датируются возрастом 242—235 млн лет.

## История открытия
Вид и род были описаны немецким палеонтологом Фердинандом Бройли в 1907 году по ископаемым остаткам из триасовой формации Кассиан в автономной области Трентино-Альто-Адидже, располагающейся на севере Италии.
Видовое название gracilis переводится с латыни как «стройная, изящная».

## Палеобиология
Aristerostrophia gracilis была факультативно подвижным представителем эпифауны, обитая таким образом на дне — на поверхности грунта, в расщелинах скал, среди камней и в подобных местах. Питалась взвешенными в воде органическими частицами.

## Палеоэкология
Aristerostrophia gracilis относится к пахикардиентуффской фауне формации Кассиан, в местообитании которой располагался риф, наращивание или биогерм. В этих отложениях были обнаружены ископаемые остатки различных коралловых полипов, брюхоногих, двустворчатых и плеченогих моллюсков, морских лилий и морских ежей.